# People's Choice Country Awards 2024
O People's Choice Country Awards 2024 foi realizado em 26 de setembro de 2024, no Grand Ole Opry em Nashville, Tennessee, sendo a segunda cerimônia da divisão country do People's Choice Awards A cerimônia foi apresentada pela estrela do country pop, Shania Twain, sendo transmitida ao vivo pela NBC, e disponibilizada para transmissão no Peacock. Zach Bryan liderou as indicações, com dezenove, seguido por Beyoncé, com dezessete, e Kacey Musgraves, com quinze.
O People's Choice Country Awards reconhece "o maior e melhor que a música country tem a oferecer", escolhido inteiramente pelos fãs, em várias categorias. Vários prêmios honorários também são entregues durante a cerimônia de premiação.

## Antecedentes
Após a cerimônia de 2023, a NBCUniversal anunciou que a cerimônia retornaria para uma segunda edição no ano seguinte. A votação teve início em 14 de agosto. A premiação adicionou mais seis categorias: Canção Feminina, Canção Masculina, Canção de Grupo/Duo, Canção Cover, Canção de  Artista Revelação, e Canção que Conta Uma História.
Em 22 de agosto, Miranda Lambert foi anunciada como a ganhadora do Prêmio Ícone Country. "Estamos muito animados em celebrar sua carreira, seu individualismo feroz e sua inovação na indústria com o Prêmio Ícone Country", disse a NBCUniversal.
Em 6 de setembro, Kane Brown foi anunciado como o ganhador do Prêmio Campeão Country.

## Apresentações
| Artista(s)         | Canção(ões)                           | Apresentado(s) por           |
| ------------------ | ------------------------------------- | ---------------------------- |
| Kane Brown         | "Fiddle in the Band"                  | Shania Twain                 |
| Lady A             | "Stop Draggin' My Heart Around"       | Scotty McCreery Dylan Dreyer |
| Keith Urban        | "Messed Up as Me"                     | —                            |
| Miranda Lambert    | ""Kerosene" "Dammit Randy"            | Parker McCollum              |
| Kelsea Ballerini   | "Two Things"                          | Little Big Town              |
| The War and Treaty | "Amen"                                | Tanner Adell Priscilla Block |
| Brad Paisley       | Mud On the Tires" "Truck Still Works" | Dan + Shay                   |
| Parker McCollum    | "What Kinda Man"                      | Chase Rice                   |
| mgk                | "Lonely Road"                         | Matt Rife                    |

## Vencedores e indicados
Os indicados foram anunciados em 14 de agosto de 2024.
| O Artista de 2024 | O Álbum de 2024 |
| --- | --- |
| - Morgan Wallen - Beyoncé - Jelly Roll - Kacey Musgraves - Kane Brown - Lainey Wilson - Luke Combs - Zach Bryan | - Fathers & Sons — Luke Combs - Cowboy Carter — Beyoncé - Deeper Well — Kacey Musgraves - Higher — Chris Stapleton - Highway Desperado — Jason Aldean - Leather' — Cody Johnson - Where I've Been, Isn't Where I'm Going — Shaboozey - Zach Bryan — Zach Bryan |
| A Cantora de 2024 | O Cantor de 2024 |
| - Lainey Wilson - Beyoncé - Carly Pearce - Dolly Parton - Kacey Musgraves - Kelsea Ballerini - Megan Moroney - Miranda Lambert | - Luke Combs - Bailey Zimmerman - Chris Stapleton - Cody Johnson - Jelly Roll - Kane Brown - Morgan Wallen - Zach Bryan |
| O Grupo/Dupla de 2024 (apresentado por Ashley Cooke e Cody Rhodes) | A Revelação de 2024 (apresentado por Nate Bargatze) |
| - Dan + Shay - Zac Brown Band - Brothers Osborne - Tigirlily Gold - Old Dominion - Ole 60 - The Red Clay Strays - The War and Treaty | - Shaboozey - Warren Zeiders - Dasha - Tucker Wetmore - Koe Wetzel - Chayce Beckham - Nate Smith - Chase Matthew |
| A Canção de 2024 | A Canção de Cantora de 2024 (apresentado por Shania Twain) |
| - “I Had Some Help” — Post Malone com part. de Morgan Wallen - “A Bar Song (Tipsy)” — Shaboozey - “Austin (Boots Stop Workin')” — Dasha - “I Remember Everything” — Zach Bryan com part. de Kacey Musgraves - “Miles on It” — Marshmello e Kane Brown - “Pink Skies” — Zach Bryan; - “Texas Hold 'Em” — Beyoncé - “Wild Ones” — Jessie Murph com part. de Jelly Roll; | - “Austin (Boots Stop Workin')” — Dasha - “Hang Tight Honey” — Lainey Wilson - “Texas Hold 'Em” — Beyoncé - “No Caller ID” — Megan Moroney - “Hummingbird” — Carly Pearce - “Deeper Well” — Kacey Musgraves - “16 Carriages” — Beyoncé - “Wranglers” — Miranda Lambert |
| A Canção de Cantor de 2024 | A Canção de Grupo/Dupla de 2024 (apresentado por Dasha e Shaboozey) |
| - “Ain't No Love in Oklahoma” — Luke Combs - “A Bar Song (Tipsy)” — Shaboozey - “Bulletproof” — Nate Smith - “Dirt Cheap” — Cody Johnson - “I Can Feel It” — Kane Brown - “Let Your Boys Be Country” — Jason Aldean - “Pink Skies” — Zach Bryan - “Take Her Home” — Kenny Chesney | - “Different About You” — Old Dominion - “Break Mine” — Brothers Osborne - “For the Both of Us” — Dan + Shay - “I Tried a Ring On” — Tigirlily Gold - “Love You Back” — Lady A - “smoke & a light” — Ole 60 - “Tie Up” — Zac Brown Band - “Wanna Be Loved” — The Red Clay Strays |
| A Colaboração de 2024 | O Cover de 2024 |
| - “I Remember Everything” — Zach Bryan om part. de Kacey Musgraves - “Blackbiird” — Beyoncé, Brittney Spencer, Tanner Adell, Tiera Kennedy e Reyna Roberts - “Can't Break Up Now” — Old Dominion e Megan Moroney - “Chevrolet” — Dustin Lynch com part. de Jelly Roll - “Hey Driver” — Zach Bryan com part. de The War and Treaty - “Mamaw's House” — Thomas Rhett com part. de Morgan Wallen - “The One (Pero No Como Yo)” — Carín León e Kane Brow - “You Look Like You Love Me” — Ella Langley com part. de Riley Green | - “Sun to Me” — mgk - “Blackbiird” — Beyoncé, Brittney Spencer, Tanner Adell, Tiera Kennedy e Reyna Roberts - “Cowboys Are Frequently, Secretly Fond of Each Other” — Orville Peck e Willie Nelson - “Dancing with Myself” — Maren Morris - “Jolene” — Beyoncé - “Perfectly Lonely” — Parker McCollum - “Take Me Home, Country Roads” — Lana Del Rey - “Three Little Birds” (Bob Marley: One Love (Music Inspired by the Film)) — Kacey Musgraves |
| O Crossover de 2024 (apresentado por Carly Pearce) | A Canção de Artista Revelação de 2024 |
| - “Lonely Road” — mgk com part. de Jelly Roll - "Better Days" — Zach Bryan com part. de John Mayer - “Cowboys Cry Too” — Kelsea Ballerini com part. de Noah Kahan - “I Had Some Help” — Post Malone com part. de Morgan Wallen - “II Most Wanted” — Beyoncé e Miley Cyrus - “Midnight Ride” — Kylie Minogue, Orville Peck e Diplo - “Miles on It” — Marshmello e Kane Brown - “My Fault” — Shaboozey com part. de Noah Cyrus                                                                                               | - “A Bar Song (Tipsy)” — Shaboozey - “Austin (Boots Stop Workin')” — Dasha - “Betrayal” — Warren Zeiders - “Bulletproof” — Nate Smith - “Devil You Know” — Tyler Braden - “Sweet Dreams” — Koe Wetzel - “Tennessee Don’t Mind” — Kameron Marlowe - “Wind Up Missin' You” — Tucker Wetmore |
| A Canção que Conta Uma História de 2024 | O Videoclipe de 2024 |
| - “Dirt Cheap” — Cody Johnson - “16 Carriages” — Beyoncé - “Deeper Well” — Kacey Musgraves - “Pink Skies” — Zach Bryan - “Sorry Mom” — Kelsea Ballerini - “The Little Things” — George Strait - “The Man He Sees in Me” — Luke Combs - “Too Good to be True” — Kacey Musgraves | - “Miles on It” — Marshmello e Kane Brown - “Ain't No Love in Oklahoma” — Luke Combs - “Austin (Boots Stop Workin')” — Dasha - “Deeper Well” — Kacey Musgraves - “I Had Some Help” — Post Malone feat. Morgan Wallen - “Let It Burn” — Shaboozey - “Lonely Road” — mgk feat. Jelly Roll - “Pour Me a Drink” — Post Malone feat. Blake Shelton |
| A Turnê de 2024 | A Estrela Country Social de 2024 |
| - Morgan Wallen — One Night at a Time 2024 - George Strait — Stadium Tour - Kenny Chesney — Sun Goes Down Tour - Jason Aldean — Highway Desperado Tour - Luke Combs — Growin' Up and Gettin' Old Tour - Shania Twain — Come On Over - All The Hits - Tim McGraw — Standing Room Only Tour '24 - Zach Bryan — The Quittin Time 2024 Tour | - Morgan Wallen - Bailey Zimmerman - Beyoncé - Dolly Parton - Jelly Roll - Kelsea Ballerini - Luke Combs - Reba McEntire |
| Prêmio Ícone Country (apresentado por Parker McCollum) | Prêmio Campeã Country (apresentado por Bailey Zimmerman) |
| Miranda Lambert | Kane Brown |

### Indicações e vitórias
| Indicações | Artista             |
| ---------- | ------------------- |
| 12         | Beyoncé             |
| 11         | Zach Bryan          |
| 10         | Kacey Musgraves     |
| 8          | Kane Brown          |
| 8          | Luke Combs          |
| 8          | Morgan Wallen       |
| 7          | Jelly Roll          |
| 7          | Shaboozey           |
| 5          | Dasha               |
| 4          | Kelsea Ballerini    |
| 4          | Cody Johnson        |
| 4          | Post Malone         |
| 3          | Jason Aldean        |
| 3          | Marshmello          |
| 3          | Miranda Lambert     |
| 3          | Megan Moroney       |
| 3          | Old Dominion        |
| 3          | Nate Smith          |
| 3          | Lainey Wilson       |
| 2          | Tanner Adell        |
| 2          | Brothers Osborne    |
| 2          | Kenny Chesney       |
| 2          | Dan + Shay          |
| 2          | Tiera Kennedy       |
| 2          | MGK                 |
| 2          | Ole 60              |
| 2          | Orville Peck        |
| 2          | The Red Clay Strays |
| 2          | Reyna Roberts       |
| 2          | Brittney Spencer    |
| 2          | Chris Stapleton     |
| 2          | George Strait       |
| 2          | Tigirlily Gold      |
| 2          | The War and Treaty  |
| 2          | Tucker Wetmore      |
| 2          | Koe Wetzel          |
| 2          | Zac Brown Band      |
| 2          | Warren Zeiders      |